# Conny Strauch
Conny Strauch (* 28. Februar 1958 in Leipzig) ist eine deutsche Schlager- und Jazzsängerin.

## Musikalische Entwicklung
Conny Strauch studierte von 1977 bis 1981 an der Musikhochschule Leipzig; nebenbei war sie bei verschiedenen Gruppen als Sängerin aktiv. 1978 nahm sie am Nachwuchsfestival Goldener Rathausmann in Dresden teil. Ihre Band Schwarzer Pfeffer von 1982 löste sie 1983 schon wieder auf. Danach trat sie mit einem Gitarristen im Duo auf, tourte mit Hans-Jürgen Beyer und Uwe Jensen, und gab als Rock- und Jazzsängerin mit Fips Fleischer Konzerte. Sie betreibt in Berlin eine private Musikschule und ist Dozentin. Eine ihrer Schülerinnen war Sabine Brand.
Seit 1993 tritt sie mit Uta Ernst und Evelyn Fischer als Singin’ Swing auf. Weitere Bandmitglieder der Jazzband sind Stephan König (p), Stephan „Grete“ Weiser (keyb) und Wolfram Dix (dr). Sie waren Preisträger des legendären f6 Dixielandfestivals in Dresden.
Ihre 1979 geborene Tochter Peggy Pollow singt und tanzt Musicals im Hamburger Operettenhaus.

## Diskografie
- Sag, daß du mir bleibst (1984)
- Hier bin ich zu Haus (1985)
- Feuer in der Seele (1985)
- Zeit der Zärtlichkeit (2000), Duett mit Uwe Jensen (5 CDs, nur ein Titel: „Das wird immer so sein“) – Reader’s Digest